# Joseph Albrier
Gilles Marie Joseph Albrier, né le 4 octobre 1791 à Paris où il est mort le 7 mars 1863, est un peintre français.

## Biographie
Élève de Jean-Baptiste Regnault, il exposa aux Salons en 1819, 1822, 1824, 1827, 1836. On connait de sa main de nombreux portraits, contemporains ou rétrospectifs, ainsi que des scènes mythologiques et des allégories, et de rares scènes de genre.
Albrier est cité par Guy Isnard dans son ouvrage Les pirates de la peinture, Paris, Flammarion, 1955, comme ayant réalisé de nombreux pastiches de Greuze, p. 20.
Il est inhumé au cimetière du Père-Lachaise (74e division).

## Œuvres conservées dans des musées
- Vénus et Adonis, Agen[3].
- Portrait de Madame la marquise de Montesson, Béziers[4].
- Le musée national des châteaux de Versailles et de Trianon conserve plus d'une vingtaine d'œuvres de Joseph Albrier :
  - Portrait de Jean de Selve
  - Le premier chapitre de la Toison d'or
  - Louis-Françoise de Bourbon, princesse de Condé (1673-1743), titrée Mademoiselle de Nantes, 1840, copie d'un original conservé au musée Condé, Chantilly.
  - Louis-Gabriel Suchet, duc d'Albuféra, chef de bataillon à la huitième demi-brigade en 1795.

## Galerie

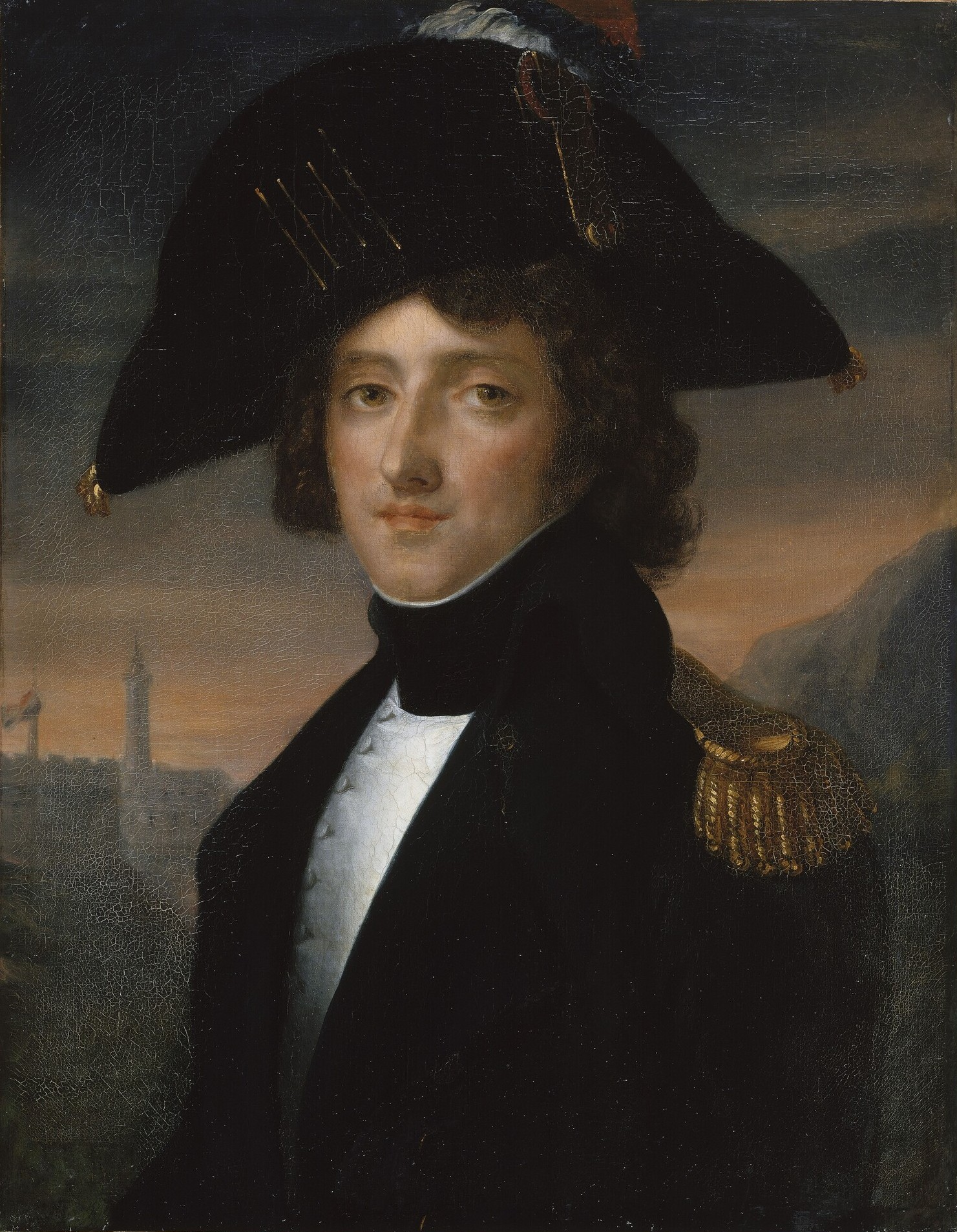
Louis-Gabriel Suchet, duc d'Albuféra, chef de bataillon à la huitième demi-brigade en 1795.
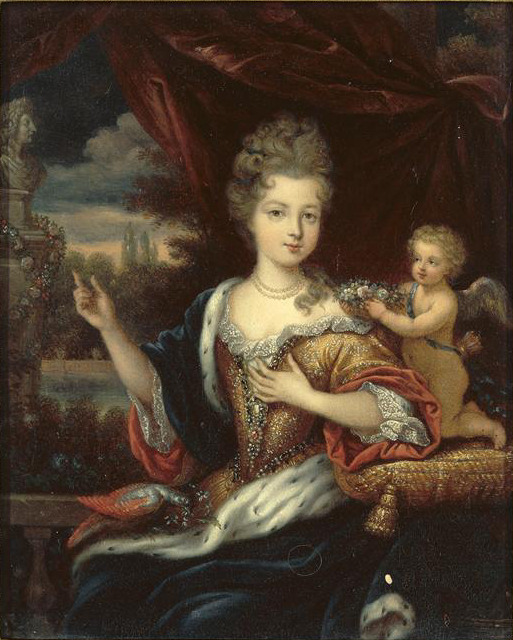
Louis-Françoise de Bourbon, princesse de Condé, 1840, copie d'après un tableau anonyme du XVIIe siècle.